# 小池晃
小池晃（日语：小池 晃；1960年6月9日—），日本政治家、医生，现任日本共产党中央委员会书记局长、参议院议员。他出生于东京都世田谷区，毕业于东北大学医学部医学科。